# Bursatella
Bursatella Blainville, 1817 è un genere di molluschi gasteropodi della famiglia Aplysiidae.

## Tassonomia
Il genere comprende due specie:
- Bursatella leachii Blainville, 1817
- Bursatella ocelligera (Bergh, 1902)